# フィーバーダウンタウン劇場
「フィーバーダウンタウン劇場」（フィーバーダウンタウンげきじょう）は、1995年12月にSANKYOが発売した、芸能人タイアップ第5弾として登場したパチンコ機のシリーズ名。
『CRフィーバーダウンタウン劇場』の1機種がある。

## 概要
液晶型のデジパチ。お笑いコンビダウンタウンの2人がキャラクターとして登場し、画面狭しと大暴れする。声も本人たちが吹き込んでおり、大当たり中には10種類の割り込みギャグを披露してくれる。大当たり図柄は1 - 16までの全16種類で、各図柄には2人が様々な仮装をした姿が描かれている。その中の3・5・7・16の4つが確変図柄となっているので確変突入率と継続率は1/4となる。確変の期間は以後2回の大当たりまでである。大当り図柄の数字の色が2種類あり、どの図柄が確変図柄なのかが見た目でも分かるようになっている。確変図柄が赤色で、その他の通常図柄は黒色である。
大当たり図柄が16種類ある機種として、同社から1993年に発売された『フィーバーフェスティバル』がある。
本機同様にタイアップ機として登場した機種として、同社から1997年に発売された『フィーバーピストル大名』がある。
ダウンタウンの2人が、ハリセンやピコピコハンマーで図柄を叩き停止させていく。リーチが掛かった時の図柄が相方の場合だと、図柄を叩く役が交代となる。電源投入後と大当たり後だけはデジタル上部に2人が揃っており、初リーチが掛かるといずれかに切り替わる。
本機は、スーパーリーチへの発展率が約40%と非常に高いことに加え、その消化時間も長いのが特徴である。確変中はメインデジタル回転時間の短縮と共に、通常図柄のリーチアクションが省略される。確変図柄のスーパーリーチも通常時は大当たり図柄を2回経由してから突入するのに対し、確変時は1回経由で突入する。
大当たり判定方式は一発判定方式を採用している。設定3の場合、0 - 368まであるカウンター数値のうち、通常時は7だけが当たり数値で、玉がスタートチャッカーに入った瞬間にこの7が拾われれば大当たりとなる。確変中は、この当たりとなる数値が増えるので、大当たり確率も通常時より高くなる仕組みである。
本機のアタッカーは、Vゾーン貯留穴が左側にあり、貯留後に入賞した玉はカウントセンサーへと左から右に流れる構造となっているため、1ラウンドに本来のカウント数よりも多く入賞することが可能である。これは、アタッカーの受け口がレール状になっており、このレールに玉が流れると、後から入ってきた玉に押し戻され、2 - 3個多く入賞するためである。

## スペック
- CRフィーバーダウンタウン劇場
  - 賞球数 5&15
  - 大当たり最高継続 16R
  - 大当たり確率 
    - 設定1 1/305
    - 設定2 1/327
    - 設定3 1/369

  - 確変中大当たり確率
    - 設定1 1/76.3
    - 設定2 1/54.5
    - 設定3 1/52.7

  - 確変突入率 1/4
  - 確変期間 以後2回の大当たりまで

## 図柄
- 1
- 2
- 3
- 4
- 5
- 6
- 7
- 8
- 9
- 10
- 11
- 12
- 13
- 14
- 15
- 16

## 演出
リーチアクションは、ノーマルリーチを含め4パターンある。リーチが掛かると、中デジタルは必ず大当たり図柄の7コマ手前から開始する。ノーマルリーチが開始してから大当たり図柄を1周と1コマ過ぎた地点から突入するのが、「パイ投げリーチ」と「ヒゲそりリーチ」である。もう一つのスーパーリーチである「ハクションリーチ」はノーマルリーチが停止したと同時に発生するため突入地点に規則性はない。

- ノーマルリーチ
- パイ投げリーチ
  - 「これでどうや〜」という掛け声と同時に高速回転が停止する。

- ハクションリーチ
  - 一旦停止したデジタルが1コマ以上動いたなら100%大当り。

- ヒゲそりリーチ
  - 「ヒゲそりまっせ〜」という掛け声がスーパー突入の合図！！

—『パチンコ必勝ガイド』1996年 2/18号、p.8
リーチアクションの信頼度は、通常時と確変時で大きく変わる。確変中はノーマルリーチとハクションリーチがなくなり、パイ投げリーチとヒゲそりリーチだけになる。時短機能が働き、リーチアクションそのものが省略されることもある。
本機には、リーチ予告演出がある。デジタル回転中に画面上部に仮装をした2人が登場すれば、必ずその回転でリーチが掛かる。全6種類の予告パターンがあり、ウルトラマン・サッカー選手・ピエロ・水戸黄門・レスラー・ボディコンギャルのいずれかに仮装して登場する演出である。信頼度はどのパターンでも変わらない。
小当たり確率は、通常時は1/11のところ確変時は10/11までアップする。小デジタル回転時間は、通常時は約28秒であるのに対し、確変時は約5.2秒まで短縮される。小当たり当選時の電チューの開放時間と回数は、通常時が0.5秒×1回で、確変時は2.2秒×2回である。
大当たり中はダウンタウンの2人がパチンコ玉になり代わり、玉の気持ちを演じるストーリーが流れる。
「こら、あかんがな〜」「何をさらしとんじゃい！」と、ダウンタウン節がホールに響き渡るぞ。—『パチンコ必勝ガイドルーキーズ』1996年 3月号、p.6
大当たり中のメインストーリーの合間には割り込みギャグが流れる。この割り込みギャグは、「爆発台その1」「爆発台その2」「変身？」「ポケベル」「臨時ニュース」「神様お願いします」「放送禁止」「良く回る」「ジェットカウンター」「お断り！！」の全10種類のパターンがあり、どのギャグが出てくるかはランダムである。

## コンシューマ移植
- SANKYO FEVER ダウンタウン劇場（PlayStation用）
  - 『SANKYO FEVER ダウンタウン劇場』（PlayStation用、ティー・イー・エヌ研究所、1996年7月5日発売、SLPS-00425、JAN-4997940200033）に『CRフィーバーダウンタウン劇場』・『CRダウンタウンSP』（オリジナル台）・『フィーバーダウンタウンEX』（オリジナル台）が収録。